# Горбуров Григорій Федорович
Григо́рій Фе́дорович Горбуров (5 лютого 1924, Коза, Анатолівський район — 30 січня 2014, Миколаїв) — український лікар-онколог, Заслужений лікар України (1965). Почесний громадянин міст Миколаїв (2001) і Снігурівка.

## Життєпис
Народився в селі Коза, нині — село Лимани Березанського району Миколаївської області. У 1941 році закінчив залізничну школу в місті Одеса.
Учасник німецько-радянської війни: сапер 57-го окремого гвардійського саперного батальйону 49-ї гвардійської стрілецької дивізії, гвардії червоноармієць.
У 1947 році вступив на лікувальний факультет Одеського медичного інституту імені М. Пирогова. Після закінчення інституту у 1953 році призначений завідувачем Благодатнівської дільничної лікарні Миколаївської області. У 1955 році переведений на посаду головного лікаря Снігурівської ЦРЛ і, одночасно, районного хірурга.
З 1970 року — головний лікар Миколаївського обласного онкологічного диспансеру. У 1972 році Г. Ф. Горбуров створив і беззмінно очолював Миколаївське обласне науково-медичне товариство онкологів. Обирався членом правління Всеукраїнського товариства «Онколог». А за успіхи в профілактичній та лікувальній роботі з 1976 року онкодиспансер став школою передового досвіду з лікування онкологічних захворювань. І все завдяки талановитому онкологу. 

## Праці
Г. Ф. Горбуров — автор понад 120 наукових робіт, у тому числі: «Переливання свежоцитратної крові і білкових кровозамінників в умовах сільської лікарні» (1957), «Потенціюване знеболювання» (1960), «Місцева анестезія в роботі районного хірурга і шляхи збільшення її можливостей» (1963), «Рання цитологічна діагностика раку шийки матки» (1978), «Ефективність хірургічної допомоги при ранній релапаротомії у онкологічних хворих» (1988), тощо.

## Нагороди і почесні звання
Нагороджений українськими орденами «За заслуги» 1-го (16.01.2009), 2-го (05.05.2004) та 3-го (27.03.1997) ступенів, Богдана Хмельницького 3-го ступеня, «За мужність» 3-го ступеня (14.10.1999), радянськими орденами Жовтневої революції, Вітчизняної війни 1-го ступеня (11.03.1985), Трудового Червоного Прапора і багатьма медалями.
Присвоєне почесне звання «Заслужений лікар Української РСР» (19.11.1965). Почесний громадянин міста Снігурівка. Нагороджений відзнакою Березанської РДА «За заслуги перед Березанщиною».
Рішенням Миколаївської міської ради від 23 березня 2001 року № 29/2 присвоєне звання «Почесний громадянин міста Миколаєва».

## Вшанування пам'яті
На фасаді будівлі Миколаївського обласного онкологічного диспансеру встановлено меморіальну дошку.
Про Г. Ф. Горбурова знято два телевізійних фільми, написано кілька десятків статей і нарисів.